# Leuctra queyrassiana
Leuctra queyrassiana är en bäcksländeart som beskrevs av Ravizza, C. och Vinçon 1991. Leuctra queyrassiana ingår i släktet Leuctra och familjen smalbäcksländor.

## Underarter
Arten delas in i följande underarter:
- L. q. orsiera
- L. q. queyrassiana